# Выборы в Кыргызстане
В Кыргызстане граждане избирают президента, парламент и местные органы самоуправления (кенеши).
Президент избирается народом на один шестилетний срок (ранее срок полномочий составлял два пятилетнего срока). Жогорку Кенеш состоит из 90 депутатов, избираемых по пропорциональной системе. Право голоса в Кыргызстане имеют все граждане страны, достигшие ко дню выборов 18-летнего возраста.

## История

### Президентские выборы
Пост президента в Кыргызстане был учреждён 24 октября 1990 года сессией Верховного Совета Киргизской ССР. После принятия им Декларации о независимости на 12 октября 1991 года были назначены первые президентские выборы суверенного Кыргызстана. Единственным кандидатом на них стал Аскар Акаев, годом ранее выбранный президентом Киргизской ССР: в избирательные бюллетени было включено лишь его имя с вопросом о подтверждении его избрания президентом и ответы «За» и «Против». При явке 89,03 % за Аскара Акаева проголосовало 95,3 % избирателей.

## Результаты
| Место | Место | Кандидат            | Партия           | Число голосов | Доля голосов |
| ----- | ----- | ------------------- | ---------------- | ------------- | ------------ |
|       | 1.    | Садыр Жапаров       | Беспартийный     | 1 116 990     | 79,84%       |
|       | 2.    | Адахан Мадумаров    | Бутун Кыргызстан | 94 330        | 6,74%        |
|       | 3.    | Бабур Толбаев       | Беспартийный     | 33 650        | 2,41%        |
|       | 4.    | Мыктыбек Арстанбек  | Беспартийный     | 23 644        | 1,69%        |
|       | 5.    | Абдил Сегизбаев     | Беспартийный     | 20 914        | 1,49%        |
|       | 6.    | Имамидин Ташов      | Беспартийный     | 16 742        | 1,20%        |
|       | 7.    | Клара Сооронкулова  | Беспартийная     | 14 117        | 1,01%        |
|       | 8.    | Аймен Касенов       | Беспартийный     | 12 880        | 0,92%        |
|       | 9.    | Улукбек Кочкоров    | Биримдик         | 9 441         | 0,67%        |
|       | 10.   | Канатбек Исаев      | Кыргызстан       | 8 212         | 0,59%        |
|       | 11.   | Курсан Асанов       | Беспартийный     | 7 070         | 0,51%        |
|       | 12.   | Эльдар Абакиров     | Беспартийный     | 7 058         | 0,50%        |
|       | 13.   | Бактыбек Калмаматов | Беспартийный     | 7 006         | 0,50%        |
|       | 14.   | Равшан Жээнбеков    | Беспартийный     | 2 695         | 0,19%        |
|       | 15.   | Каныбек Иманалиев   | Беспартийный     | 2 509         | 0,18%        |
|       | 16.   | Женишбек Байгуттиев | Беспартийный     | 1 346         | 0,10%        |
|       | 17.   | Арстанбек Абдылдаев | Беспартийный     | 1 159         | 0,08%        |